# São Braz do Piauí
São Braz do Piauí est une municipalité brésilienne située dans l'État du Piauí.